# Екимауцы (городище)

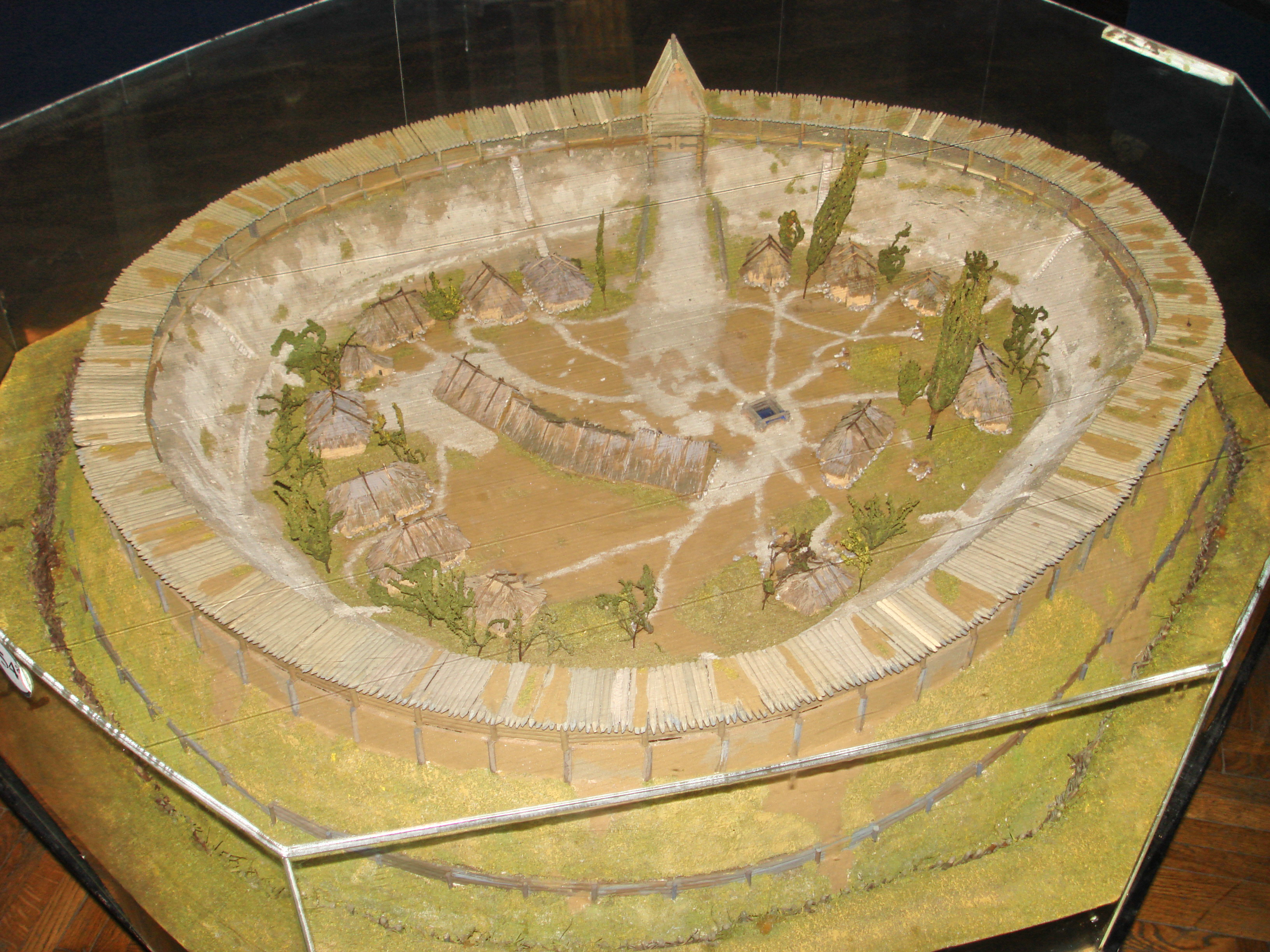
Макет Екимоуцкого городища

Екимауцы — славянское городище близ села Екимауцы Резинского района Молдавии конца IX века — 1-й половины XI века, принадлежавшее племени тиверцев.
При раскопках было установлено, что городище подверглось внезапному разрушению в результате ожесточённого сражения и штурма в 1-й половине XI века. Вероятнее всего, оно было сожжено кочевниками (возможно печенегами или половцами). С тех пор поселение не возобновлялось. За время раскопок в 1950, 1951 и 1952 годах экспедиция вскрыла более 3 тыс. м² (0,3 га) площади городища. Раскопки Г. Б. Федорова 1950—1952 и 1964 годах открыли картину обороны поселения: скелеты павших в бою, различное древнерусское и кочевническое оружие, следы пожарищ. Было найдено много ценных для историков предметов. Некоторые из них сами владельцы, спасая от врага, зарыли в землю, где они и сохранились до наших дней. Выше городища, за валом, и на противоположном северном склоне лощины расположены одновременные городищу селища.
Городище имеет овальную форму (размер плато 70 на 86 метров). Оно было окружено рвом глубиной около 4 метров и валом. Жилища и мастерские располагались у внутреннего склона вала, в центре находился водоём. Толстостенная керамика из нижних слоёв Екимауцкого городища напоминает керамику славянских селищ лука-райковецкой культуры, ряд керамических форм сходен с формами ранней керамики моравской блучинской культуры. Основными занятиями населения были ремесло и земледелие. Открыты мастерские кузнеца и ювелира с наборами инструментов и готовых изделий. Найдены предметы, сделанные в Византии и Средней Азии. Первоначально, укреплённое поселение в Екимауцах было общинным центром, о чём свидетельствует большой общественный дом, раскопанный в центре укреплённой площадки. Вокруг городища был посад площадью ок. 40 га, жители которого занимались, кроме земледелия, выплавкой и обработкой железа. Это поселение в X — первой половине XI века приобрело характер раннефеодального города. В городище было собрано множество предметов, идентичных с распространёнными в Древней Руси, а частью явно завезённых из Киева. Было найдено большое количество пряслиц (деталей ручного веретена) из красного шифера, который добывался только в одном месте в Европе — близ Овруча на Волыни, где из него изготовляли пряслица, доставлявшиеся в славянские земли. Найдены и украшения тонкой ювелирной работы, оружие (мечи, наконечники копий и стрел), глиняная посуда. Все они того же типа, что и вещи, обнаруженные в других городищах Древнерусского государства.
Наряду с Екимауцами, в Восточной Европе выявлены ещё несколько ремесленных центров, на которых функционировали мастерские, изготовлявшие украшения, декорированные зернью — Алчедарское городище в Пруто-Днестровском регионе, Червоное на Южном Буге, Искоростень на Днепровском Правобережье.